# Digimon Adventure:
Autre
Digimon Adventure: (デジモンアドベンチャー：, Dejimon Adobenchā:) est une série d'animation japonaise dérivée de la franchise médiatique Digimon et réalisée au sein du studio Toei Animation par Masato Mitsuka. Cette neuvième itération est diffusée du 5 avril 2020, en soixante-sept épisodes jusqu'au 26 septembre 2021 sur Fuji TV au Japon et initialement en simulcast mondial à travers la plateforme Crunchyroll. Ce reboot de la série homonyme de 1999 raconte les péripéties contemporaines d'enfants dans le monde des Digimon, luttant pour empêcher une série de catastrophes de gagner le monde réel. Pour la première fois depuis 2002, la fin d'une série de la franchise est suivie par le début d'une autre, avec Digimon Ghost Game.
Digimon Adventure: s'inscrit dans la vague des revivals observée au début des années 2020, et relance l'exploitation pérenne des anciennes productions de la marque chez les diffuseurs français. En France, la série est diffusée en simulcast sur la plateforme Crunchyroll, mais aussi sur Anime Digital Network (ADN) et connaît une diffusion télévisuelle sur la chaîne privée J-One dès juillet 2020,.
Toei Animation France perd sa relation privilégiée avec les nouveautés de la franchise en sus d'années qui ne suscitent pas de réel engouement auprès du public français après l'exploitation de la série Digimon Appmon, du film Last Evolution Kizuna et de ce simulcast, successivement lancés en 1re diffusion en France après le Japon. Si la série ne connaît pas un accueil favorable de la critique et du public, Digimon Adventure: est synonyme de redynamisation globale de la marque avec une hausse significative des ventes des produits dérivés en Amérique du Nord,,. La série sort dans une version doublée en anglais le 13 avril 2023 sur Microsoft Store, les deux premiers épisodes sont diffusés en avant-première lors de l'événement Anime NYC le 19 novembre 2022.

## Trame
L'histoire de la série est lancée en 2020. Les humains ne peuvent désormais plus se passer du réseau dans leur vie quotidienne ; ignorant qu'une série de cyberattaques à travers Tokyo est la conséquence d'événements catastrophiques survenus dans un autre monde, le Digimonde, un royaume entre ombre et lumière où vivent des créatures appelées Digimon.
Tai Kamiya se prépare pour aller à son camp de vacances tandis que sa mère et sa petite sœur Kari Kamiya sont allées prendre un train pour Shibuya. Une cyberattaque d’envergure frappe Tokyo. La ligne circulaire où circulent sa mère et sa sœur est hors de contrôle, le jeune garçon n’écoute que son courage et essaie de les sauver mais il est soudainement transporté dans le réseau numérique, où il unit ses forces avec Agumon pour protéger la population d'une crise des plus terribles — Ils rencontrent Matt Ishida et son partenaire Gabumon et ensemble ils vainquent Argomon, en tant qu'Omnimon.
Cependant, le danger menace toujours. Seuls Tai et ses nouveaux amis peuvent arrêter cela ; leur aventure continue désormais en un nouveau monde. Tai, Izzy Izumi et Sora Takenouchi apprennent les origines des troubles qui frappent leur monde, et qu'ils sont les « digisauveurs » avec une grande mission : trouver l'énigmatique Digimon sacré afin d'empêcher une série de crises de se produire dans le monde réel. Le Digimon des Ténèbres et ses sbires sont les ennemis de ce digimonde. Ils sont rejoints par Mimi Tachikawa, Joe Kido, ainsi que le frère de Matt, T.K. Takaishi. Alors que Tai et ses amis continuent de rencontrer divers Digimon et de combattre de puissants ennemis avec l'aide de leurs partenaires, le Digimon des ténèbres jaillit — Devimon se révèle.
Bien que vaincu, le chaos dans le monde réel continue, exacerbant les tensions internationales. Les aventures des enfants se penchent sur une précédente guerre entre la Lumière et les Ténèbres, et sur Milleniumon, l'arme ultime des Ténèbres dans cette guerre. De sombres êtres essaient de le faire revivre ; déterminés à empêcher sa résurrection, Tai, sa sœur et ses amis partent vers les Terres Scellées des FAGA, où repose la menace — Vademon et Sakkakumon parviennent à restaurer le corps de Millenniummon, qui se déchaîne pour détruire le Digimonde, mais sont terrassés par War-Greymon.
Enfin, les huit digisauveurs ont à découvrir le véritable pouvoir de leurs symboles pour arrêter la « Grande Catastrophe » — Negamon, la résurrection de Milleniumon n'en était qu'une première étape. Tai et ses amis affrontent de nouvelles aventures et batailles afin d'empêcher une énorme destruction et de résoudre le mystère de leurs symboles. Il devient apparent que seul Omnimon peut vaincre le monstre démesuré et ce dernier le détruit des entrailles, rétablissant la paix entre les deux mondes. Tai choisit ensuite de rester dans le Digimonde avec Agumon pour continuer leurs aventures ensemble tandis que les autres retournent chez eux accompagnés de leurs partenaires Digimon, en secret.

## Développement

### Genèse du projet

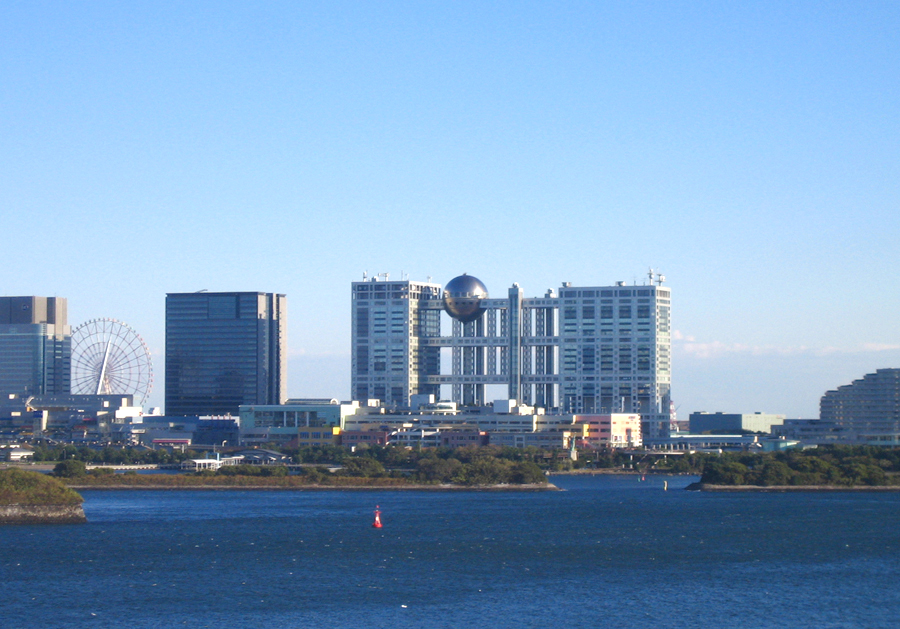
Au Japon, Fuji Television est la première chaîne à avoir diffusé les adaptations pour la télévision de Digimon.

La série est officiellement annoncée dans le numéro de mars du magazine V Jump de Shueisha. Le développement du projet commence en parallèle de la sortie en salles de Digimon Adventure: Last Evolution Kizuna, par les producteurs et réalisateurs de Digimon Fusion et de Dragon Ball Super, Hiroyuki Sakurada et Masato Mitsuka. Matsuki Hanae et Naoko Sagawa en sont également producteurs, Atsuhiro Tomioka supervise les scripts de la série, Akihiro Asanuma est le directeur d'animation en chef, Ryouka Kinoshita est le directeur artistique, Katsuyoshi Nakatsuru est le charadesigner et Toshiki Amada est responsable de la mise en scène.
L'opportunité d'un reboot de la série originale Digimon Adventure est espérée depuis l'époque de Digimon Adventure tri. par Hiroyuki Sakurada, alors producteur de Dragon Ball Super. Sakurada exprime que le « triste point de non-retour » raconté par le film Last Evolution Kizuna était opportun pour pouvoir proposer, produire ce reboot et le livrer sous sa forme actuelle, en la qualifiant d'un renouveau qui ne s'adresserait pas aux « vieux enfants », mais qui se présenterait à la génération actuelle d'enfants « Et quoi de mieux pour, que de recommencer depuis le début avec Digimon Adventure ? » ; évoquant les difficultés rencontrées antérieurement, dues au fait de vouloir diffuser à nouveau Digimon sur Fuji Television à 9 h le dimanche matin ; « Pour obtenir un créneau horaire et produire un contenu adapté à ce créneau, il faut un bon timing et que les bonnes occasions s’enchaînent. C'est un coup de poker où tout se joue au dernier moment ». Le créneau de 9 h le dimanche matin étant la case historique des cinq premières séries Digimon sur Fuji Television, de 1999 à 2007.
Masato Mitsuka est désigné comme un réalisateur représentant la jeune génération, « Il assure l'avenir de Toei Animation, ainsi que le reste de son équipe » considère Sakurada.

### Réalisation
Hiroyuki Sakurada indique que la série attache une attention particulière aux scènes de combat, et aux spécificités des Digimon. Atsuhiro Tomioka a quant à lui annoncé qu'autant de Digimon différents que possible seraient présentés.
« Notre principale tâche consiste à faire en sorte que les choses soient perçues par le téléspectateur comme étant cool » affirme Masato Mitsuka, qui précise que, bien qu'ils aient été enthousiastes à l'idée de montrer la fierté d'un Digimon de niveau champion, l'équipe a eu du mal à réfléchir à la manière de présenter des séquences d'action « cool » en utilisant la physique des Digimon et particulièrement celle de Greymon, par rapport à Son Goku et sa panoplie d'attaques dans le travail du réalisateur sur Dragon Ball Super ; et affirme également en août 2020 que les partenaires Digimon atteindront le niveau méga très rapidement, de sorte qu'à long terme, le temps qu'Agumon passera activement en tant que Greymon disparaîtra ; qualifiant Omnimon de symbole des plus impressionnants de Digimon avec de nombreux dérivés. Son apparition et le quand et comment dans la série ont été déterminés avant même que Mitsuka soit amené à participer au projet.
Sakurada répond au média japonais What's In à propos d'une critique portant sur les trois premiers épisodes en raison de leur côté excessif, que l'intention derrière était d'afficher de la fraîcheur sans attendre. Pour Mitsuka, il fallait marquer le coup et laisser une impression aussi forte sur les nouveaux spectateurs que les anciens, avec des segments surproduits pour un anime télévisuel dans leur animation et montrer Omnimon d'une manière « cool » dès son premier combat ; une représentation de ce Digimon pour des scènes d'action étant peu commune dans les projets antérieurs, des circonstances « particulières » le protégeant pour des moments très uniques ; cette production se donne comme volonté de le dépeindre comme le miracle qui apparaît après avoir surmonté de grandes difficultés « Que chacune de ses apparitions dans cette nouvelle série télé soit l'aubaine de lui faire combattre de puissants ennemis, tout en dépeignant sa force et son statut de sauveur de crises ».
Le réalisateur désire faire le portrait d'enfants qui se battent activement dans les combats, dans une histoire où les enfants participent tout en ayant une conscience aiguë de ce qu'ils doivent sauver. « Les enfants ressentent un devoir et une détermination à « faire quelque chose ». Un style différent de ce qui existait auparavant et c'est une tentative de nouveauté pour cette série », le pivot de la direction de la série est défini par Mitsuka comme étant « un humain et une créature à la fois dans les combats et dans l'aventure. C'est le modèle de développement qui me séduit, ma vision du lien qui unit les deux ».
Le producteur Hiroyuki Sakurada invite les téléspectateurs enfants à voyager « même bloqués à la maison [...] De la jungle aux océans, découvrez un vaste monde sans contrainte » à travers cet anime ; vivre des choses qui, dit-il, sont devenues difficiles en raison de la pandémie de Covid-19 en août 2020. Atsuhiro Tomioka est appelé pour être le scénariste principal du projet, avec la demande de Toei Animation de prendre comme référence le manga Digimon Adventure V-Tamer 01. « Bien sûr, [Tai]  fonctionne toujours avec ses autres alliés, mais nous voulons qu'il soit une figure héroïque avec un grand sens des responsabilités et de la fiabilité. C'est une volonté avec le réalisateur et l’équipe de production de mélanger les influences. ».

### Marketing
Le 30 mars 2020, Toei Animation organise une campagne publicitaire au Shibuya Stream, un complexe commercial dans le quartier de Shibuya à Tokyo et dans la station de Shibuya avec des affiches et des animations. Le 19 mars 2021, Toei Animation dévoile un nouveau visuel avec une campagne de marketing basée sur le mot-clé « Epic » (アツい) sur les médias sociaux en anglais et en japonais,,.
Des produits dérivés sont commercialisés au Japon, incluant jouets, peluches, cartes à collectionner, gadgets et autres accessoires principalement distribués par la branche commerciale Bandai. Le jeu de cartes à jouer Digimon est relancé dans une nouvelle itération, Digimon Card Game, le 24 avril 2020 au Japon et le 12 février 2021 en Occident, avec six premiers starters et deux extensions aux effigies du reboot. En avril 2022, la chaîne de magasins Bershka distribue des tee-shirts aux effigies de cette itération en Europe et en France.

## Anime

### Diffusion
La série est diffusée le 5 avril 2020 sur Fuji Television et en VOD sur Netflix, U-NEXT, Bandai Channel, Anime Hodai et Docomo Anime Store au Japon. Le nombre d'épisodes diffusés le 4 juillet 2021 dépasse le nombre atteints par la première série (cinquante-quatre épisodes au total), ce qui en fait la série Digimon la plus longue diffusée sur le réseau de la Fuji Television en termes de durée et de nombre d'épisodes diffusés. À la mi-2020, le site de Toei Animation Europe référence la série pour soixante-six épisodes. Le 2 septembre 2021, le nombre d'épisodes est officiellement fixé à un total de soixante-sept épisodes sur le planning de Bandai. La série s'achève le 26 septembre 2021 et est remplacée par Digimon Ghost Game, à la même case horaire sur Fuji Television. Pour la première fois depuis 2002, la fin d'une série de la franchise est suivie par le début d'une autre, néanmoins, sans reconduction par la suite.
Du fait de la pandémie de Covid-19, Toei Animation annonce le 19 avril 2020 que la production du quatrième épisode et des prochains épisodes sont repoussés pour préserver la santé de la distribution ; du 26 avril au 31 mai 2020, c'est la série Kitaro le repoussant qui repasse dans le créneau horaire. Les trois premiers épisodes de Digimon Adventure: sont ensuite rediffusés à partir du 7 juin et le 19 juin 2020, après deux mois de pause, Toei Animation annonce la diffusion de nouveaux épisodes avec l'épisode 4, le 28 juin 2020.
Simulcast
La série est initialement distribuée en simultanée par la plateforme Crunchyroll sous le titre Digimon Adventure: (2020) en Amérique du Nord, Amérique centrale, Caraïbes, Amérique du Sud, en Europe et les zones MENA et CEI, Australie, Nouvelle-Zélande et en Afrique du Sud avec des sous-titres anglais, espagnol, français, portugais, arabe, italien, allemand et russe. La série était également sur Hulu (1-49) et VRV aux États-Unis, AnimeLab (1-52)/Funimation (à partir de l'épisode 53 à 60) en Australie et en Nouvelle-Zélande et iQIYI (1-48) pour l'Asie du Sud-Est en sept langues dont l'anglais et le chinois. C'est la première série Digimon diffusée en simultané à échelle internationale.
En France, l'anime est initialement distribué en simulcast payant (pour l'épisode de la semaine) sur Crunchyroll le dimanche à 3 h 30 du matin et sur la plateforme ADN le dimanche gratuitement à 9 h du matin sous le titre Digimon Adventure (2020),. La série est également diffusée à la télévision sur J-One sous le titre Digimon Adventure, avec une diffusion des trois premiers épisodes le mercredi 15 juillet 2020 puis d'un épisode inédit chaque mercredi suivant la diffusion japonaise à 19 h 25, jusqu'au 29 septembre 2021,,. La série est diffusée en linéaire sur ADN TV+ à partir du 10 mars 2022.
La traduction sous-titrée du simulcast est faite par la société JSICMF et est assurée par Camille Velien, Christophe Labonne et Kevin Stocker, pour une adaptation générale de Kevin Stocker, supervisée par Stéphane Lapie. Des « corrections ADN » étaient appliquées le mercredi matin sur ADN, consistant à la suppression des paroles des génériques traduites, pour préparer la diffusion en soirée sur J-One. Ce sous-titrage, outre une stylistique pour faciliter la lecture, francise pour la première fois un nom propre d'un Digimon avec Poubellemon (ガーベモン, Gerbemon, Garbagemon à l'international par Bandai).
Le simulcast fait l'objet de plusieurs arrêts. En mai 2021, iQIYI stoppe sa diffusion simultanée de Digimon Adventure: au 48e épisode. Hulu arrête également sa diffusion simultanée à l'épisode 49, pour des raisons de droits de licence ; sans intention de renouveler l'accord. Les épisodes publiés restent disponibles à la demande. Le 11 août 2021, AnimeLab et Funimation ANZ annoncent qu'ils ne peuvent plus proposer les épisodes de la série. Les épisodes publiés sont alors retirés de Funimation ANZ  et l'accord n'est pas renouvelé.
Exportation doublée
Adventure: se vend début 2022 dans les pays anglophones pour être une première exploitation doublée depuis Digimon Fusion (2014). Le 26 février 2022, Toei Animation annonce la production d'un doublage en anglais pour les États-Unis. Le 19 novembre 2022, les deux premiers épisodes sont présentés à la convention Anime NYC, une diffusion mettra néanmoins plus d'un an à se concrétiser, à l'achat sur le Microsoft Store le 14 avril 2023, et en vidéo à la demande sur la plateforme Hulu au cours de l'été de cette période.
Le 30 mars 2022, Cartoon Network (Inde) a acquis les droits de la série pour une diffusion en version hindi, tamoul et télougou en octobre,. La série est également diffusée en langue arabe sur Spacetoon.
En France, l'annonce d'une version française de cette production demeure en suspens. Le parcours de la franchise sur les plateformes reste néanmoins actif plusieurs années après la diffusion de ce reboot.

## Distribution

### Voix japonaises
- Yūko Sanpei : Taichi Yagami
- Chika Sakamoto : Agumon
- Daisuke Namikawa : Yamato Ishida
- Mayumi Yamaguchi : Gabumon
- Ryōko Shiraishi : Sora Takenouchi
- Atori Shigematsu : Piyomon
- Yumiko Kobayashi : Kōshirō Izumi
- Takahiro Sakurai : Tentomon
- Takeshi Kusao : Joe Kido
- Junko Takeuchi : Gomamon
- Marika Kōno : Mimi Tachikawa
- Shihomi Mizowaki : Palmon
- Megumi Han : Takeru Takaishi
- Miwa Matsumoto : Patamon
- Misaki Watada : Hikari Yagami
- Mie Sonozaki : Tailmon
- Masako Nozawa : Narratrice

## Médias

### Musique
Toshihiko Sahashi est compositeur de la version japonaise. Une commande de quarante compositions a été effectuée par le réalisateur de la série. L'idée explorée était celle de sons joués par un orchestre. La production se concrétise avec un premier enregistrement le 25 février 2020.
Le premier volume des Digimon Adventure: Original Soundtrack, la bande originale composée par Toshiko Sahashi, sort le 30 septembre 2020 et contient trente-quatre pistes. Le second volume sort le 25 août 2021 et contient trente-et-une pistes. Le single Mikakunin Hikôsen (未確認飛行船) de Tanimoto Takayoshi sort le 19 août 2020, comprenant le titre du générique et les deux insert songs, Be the Winners et X-treme Fight,.
Le générique de début s'intitule Mikakunin Hikousen, interprété par Takayoshi Tanimoto. Les génériques de fin sont Kuyashisa wa Tane, interprété par Chiai Fujikawa (épisodes 1 à 13) ; Q? interprété par Reol (épisodes 14 à 26) ; Mind Game interprété par Maica_n (épisodes 27 à 38) : Overseas Highway interprété par Wolpis Carter et Orangestar (épisodes 39 à 54) et Dreamers interprété par Ateez (épisodes 55 à 67). Les inserts songs sont interprétés par Takayoshi Tanimoto et le thème pour la séquence de la digivolution au niveau champion est le titre Be the Winners, le thème pour le niveau ultime est le titre X-Treme Fight et le thème pour le niveau méga est le titre Break the Chain de l'artiste.

### Sortie vidéo
La série est distribuée au Japon en DVD et en Blu-Ray par Happinet ; dans un premier coffret le 2 décembre 2020 contenant les douze premiers épisodes. Les épisodes 13 à 24 sortent dans un second coffret le 3 mars 2021. Les épisodes 25 à 36 sortent dans un troisième coffret le 2 juin 2021. Les épisodes 37 à 48 sortent dans un quatrième coffret le 3 septembre 2021. Les épisodes 49 à 67 sortent dans un cinquième, et dernier, coffret le 2 février 2022.

## Accueil

### Accueil critique
Les impressions sur les premiers épisodes de ce reboot de Digimon Adventure sont pour la plupart positives à mitigées, les qualités de production sont saluées,,, ; bien que critiqué pour avoir notablement recyclé des éléments de l'intrigue de productions antérieures, et plus particulièrement du film Digimon Bokura no Uō Gēmu!. Karen Han de Polygon considère que l'approche de Masato Mitsuka manque de personnalité ; Joshua Graves de Comic Book Resources parle également de « mauvais fanservice ». Ces premières critiques sont perplexes quant à l'approche générale et à la façon dont la série peut maintenir les enjeux présentés de manière significative,,, en raison du rythme et du manque d'expositions sur le concept global et sur la digivolution comme autre chose qu'un « coup de boost absurde à l'intrigue »,,. Ces appréhensions se vérifient ensuite aux yeux d'une certaine presse centrée sur la pop culture,,.
Au long de sa diffusion en simulcast, Digimon Adventure: reçoit des retours et des critiques sévères d'une presse spécifique en raison de sa structure narrative,,, de l'absence d'objectifs fondés dans l'intrigue, de l'écriture de ses personnages, et d'un manque de dynamique de groupe au fil de plus de quarante épisodes,,,,,. Une focalisation appuyée sur le protagoniste Tai Kamiya,,,, est soulignée. Pour Comic Book Resources, Laura Thornton critique la réintroduction de créatures parlantes après trente épisodes, du fait qu'elles sont présentées comme des victimes devant être protégées par Tai, plutôt que comme des personnages entiers avec une culture et des problèmes propres, dans « un récit fatigant tant pour les personnages que pour le spectateur » par un manque d'épisodes dits légers ou « filler », estimant qu'un défilé sans fin de combats est dépassé face à des modèles comme My Hero Academia ou Avatar, le dernier maître de l'air. Certains épisodes « filler » tardifs reçoivent un accueil critique plus favorable en raison de leur caractère plus épisodique, calme et humoristique,
Adventure: est considéré comme reposant sur des références stylistiques pour un public acquis,,, ; une cible commerciale jugée ambiguë pour Manga News, qui s'interroge alors sur la légitimité d'une telle démarche vis-à-vis des intentions de Last Evolution Kizuna. Pour Alex Cline de AIPT, la cause en est les réactions des « enfants en colère » face aux itérations qui s'écartaient des formules habituelles qui avaient suivi la première série ; Cline recommande la série qu'« aux acharnés de la franchise » et souligne la présence de monstres et d'antagonistes « qui n'ont jamais été animées auparavant » en déplorant leur utilisation anecdotique. Digimon Adventure: devient le « pire anime de 2020 » pour Anime News Network dans leur sélection de fin d'année. Il est reproché à la production un manque de préparation,. Le positionnement marketing est comparé à celui de la franchise Dragon Ball dans les années 2010,.

### Accueil du public
Tout au long de son parcours, une forte baisse d'intérêt et des retours très mitigés des spectateurs sont observés par divers médias,,,. Les images promotionnelles de l'épisode 38 « Le bleu flamboyant de l'amitié », représentant des crucifixions, deviennent virales et se répandent via des mèmes de fans et de nostalgiques,,.
Le 18 novembre 2020, Daniel Dockery, rédacteur en chef du diffuseur Crunchyroll, communique qu'il comprend la déception des utilisateurs après vingt-quatre épisodes en raison due, entre autres, à l'importance excessive accordée à Tai. Il exprime que la série se concentre sur les aspects que les créateurs trouvaient les plus attrayants, « à savoir l'idée d'un [Tai] comme héros et les Digimon comme combattants. Je peux comprendre que ce ne soit pas la tasse de thé de tout le monde ».
Le 31 mai 2021, bien que l'ambition du producteur était de ramener la franchise « pour une nouvelle génération d'enfants » ; Toei Animation déclare que la série « peine à acquérir un nouveau public d'enfants » en mai 2021. La raison officiellement invoquée est le contexte de la pandémie de Covid-19.

### Audiences
Six épisodes de la série sont visibles aux classements des audiences d'anime. L'épisode 6 Le Royaume menacé, le 12 (pour 2,9 % de part d'audience), l'épisode 11 « Un Loup dans le Désert », le 16 août 2020 (pour 2,3 % de part d'audience) et l'épisode 40 « But ! Le tir de la victoire », le 21 mars 2021 (pour 2,6 % de part d'audience). Pendant la diffusion des Jeux Olympiques, l'épisode 58 « Hikari, une nouvelle vie », le 25 juillet 2021 (pour 1,9 % de part d'audience), l'épisode 59 « Tonnerre, Heraklekabuterimon », le 1er août 2021 (pour 2,3 % de part d'audience) et l'épisode 60 « Vikemon, conquérant des glaces », le 8 août 2021 (pour 1,5 % de part d'audience) se classent consécutivement.
En raison de la propagation du Covid-19, la diffusion a été temporairement suspendue à partir du 26 avril 2020. Un report d'environ deux mois jusqu'à la reprise de la diffusion. Comme mesure alternative pendant cette période de suspension, du 26 avril au 31 mai, c'est Kitaro le repoussant (2018) qui est rediffusé sur la case horaire ; la rediffusion de Digimon Adventure: et du pilote à partir du 7 juin 2020 replace la case hors du classement,.
La série n'atteint en moyenne pas l'audience suffisante sur Fuji Television pour apparaître dans les classements du week-end. Le 29 septembre 2020, Ryuji Kochi, directeur général du studio Toei Animation Europe, confie des résultats « plutôt positifs » au Japon avec des audiences « moins fortes qu’auparavant, certes, mais le marché de l’animation japonaise a évolué et est fortement concurrentiel ».